# العلاقات الأوكرانية الميانمارية
العلاقات الأوكرانية الميانمارية هي العلاقات الثنائية التي تجمع بين أوكرانيا وميانمار.

## مقارنة بين البلدين
هذه مقارنة عامة ومرجعية للدولتين:
| وجه المقارنة                                              | أوكرانيا                                   | ميانمار          |
| --------------------------------------------------------- | ------------------------------------------ | ---------------- |
| المساحة (كم2)                                             | 603.63 ألف                                 | 676.58 ألف       |
| عدد السكان (نسمة)                                         | 45.55 مليون                                | 53.37 مليون      |
| الكثافة السكانية (ن./كم²)                                 | 75.46                                      | 78.88            |
| العاصمة                                                   | كييف                                       | نايبيداو، يانغون |
| اللغة الرسمية                                             | اللغة الأوكرانية                           | اللغة البورمية   |
| العملة                                                    | هريفنا أوكرانية، كاربوفانيتس، روبل سوفييتي | كيات ميانماري    |
| الناتج المحلي الإجمالي (بليون دولار)                      | 112.15 مليار                               | 69.32 مليار      |
| الناتج المحلي الإجمالي (تعادل القوة الشرائية) بليون دولار | 352.98 مليار                               | 282.95 مليار     |
| الناتج المحلي الإجمالي الاسمي للفرد دولار أمريكي          | 2.11 ألف                                   | 1.16 ألف         |
| الناتج المحلي الإجمالي للفرد دولار أمريكي                 | 8.66 ألف                                   |                  |
| مؤشر التنمية البشرية                                      | 0.747                                      | 0.536            |
| رمز المكالمات الدولي                                      | +380                                       | +95              |
| رمز الإنترنت                                              | .ua، .укр ‏                                 | .mm              |
| المنطقة الزمنية                                           | ت ع م+02:00، ت ع م+03:00، توقيت شرق أوروبا | ت ع م+06:30      |

## منظمات دولية مشتركة
يشترك البلدان في عضوية مجموعة من المنظمات الدولية، منها:
| علم المنظمة | اسم المنظمة                        | تاريخ انضمام أوكرانيا | تاريخ انضمام ميانمار |
| ----------- | ---------------------------------- | --------------------- | -------------------- |
|             | مؤسسة التنمية الدولية              | 27 مايو 2004          | 5 نوفمبر 1962        |
|             | المنظمة الهيدروغرافية الدولية      | ?                     | ?                    |
|             | مؤسسة التمويل الدولية              | 18 أكتوبر 1993        | 3 ديسمبر 1956        |
|             | منظمة حظر الأسلحة الكيميائية       | ?                     | ?                    |
|             | يونسكو                             | 12 مايو 1954          | 27 يونيو 1949        |
|             | الأمم المتحدة                      | 24 أكتوبر 1945        | 19 أبريل 1948        |
|             | الاتحاد الدولي للاتصالات           | 7 مايو 1947           | 15 سبتمبر 1937       |
|             | منظمة الشرطة الجنائية الدولية      | ?                     | ?                    |
|             | البنك الدولي للإنشاء والتعمير      | 3 سبتمبر 1992         | 3 يناير 1952         |
|             | الاتحاد البريدي العالمي            | ?                     | ?                    |
|             | وكالة ضمان الاستثمار متعدد الأطراف | 19 يوليو 1994         | 16 ديسمبر 2013       |
|             | منظمة التجارة العالمية             | 16 مايو 2008          | ?                    |

## وصلات خارجية
- موقع وزارة الخارجية الأوكرانية
- موقع وزارة الخارجية الميانمارية